# Käthe Rosenthal
Käthe Emmy Rosenthal (geboren am 25. Juni 1893 in Breslau, Provinz Schlesien; gestorben am 8. September 1942 im Ghetto Riga, Lettland) war eine deutsche Botanikerin. Die jüdische Wissenschaftlerin wurde Anfang September 1942 von ihrem Wohnort Berlin aus ins Baltikum deportiert und dort wenige Tage später ermordet.
Ihr offizielles botanisches Autorenkürzel lautet „K.Rosenth.“

## Leben und wissenschaftliche Arbeit

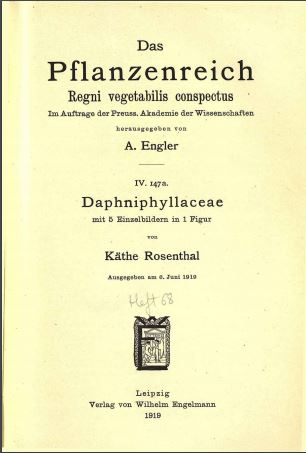
Käthe Rosenthals Arbeit über Daphniphyllaceae in Adolf Englers Werk Das Pflanzenreich (1919)

Käthe Rosenthal wurde am 25. Juni 1893 in Breslau geboren. Ihre Eltern waren der Rabbiner Ferdinand Rosenthal (1839–1921) und dessen zweite Ehefrau Amalie, geb. Kaufmann (1858–1911). Mit mehreren älteren Geschwistern und Halbgeschwistern wuchs sie in Breslau auf. Sie besuchte die Hönigersche Privatschule und legte ihre Reifeprüfung an der Realgymnasialen Studienanstalt der städtischen Viktoriaschule ab.
Rosenthal studierte ab Ostern 1912 Naturwissenschaften und Philosophie an der Schlesischen Friedrich-Wilhelms-Universität zu Breslau. Zu ihren Lehrern zählten Alexander von Lingelsheim, Ferdinand Albin Pax und Georg Kükenthal. Ab dem 1. Oktober 1915 war sie als Assistentin am Botanischen Garten und Museum der Universität Breslau tätig. Im Jahr 1916 wurde sie mit der Arbeit Monographie der Gattung Daphniphyllum: Allgemeiner Teil an der Philosophischen Fakultät zur Dr. phil. promoviert.
In ihrer Forschungsarbeit widmete sich Rosenthal insbesondere der Pflanzengattung Daphniphyllum, der einzigen Gattung innerhalb der Familie Daphniphyllaceae. Insgesamt erstbeschrieb sie acht neue Daphniphyllum-Arten, die in Süd- und Südostasien beheimatet sind. Allein oder gemeinsam mit ihrem ehemaligen Lehrer Ferdinand A. Pax veröffentlichte sie zahlreiche wissenschaftliche Beiträge in Adolf Englers mehrbändigem Werk Das Pflanzenreich, das ursprünglich darauf abzielte, alle Pflanzenarten der Erde zu erfassen.
Rosenthal blieb zeitlebens unverheiratet. Zur Zeit des Nationalsozialismus in Deutschland musste sie aufgrund der Namensänderungsverordnung ab dem 1. Januar 1939 zwangsweise zusätzlich den jüdischen Vornamen „Sara“ führen.
Käthe Rosenthal wurde nur 49 Jahre alt. Ihre letzte Adresse lautete Berlin-Halensee, Seesener Straße 67. Gemeinsam mit mehreren Hundert weiteren Berliner Juden wurde sie am 5. September 1942 in das Ghetto Riga deportiert und dort im Rahmen der systematischen NS-Judenvernichtung gleich nach ihrer Ankunft am 8. September 1942 in den Wäldern bei Rumbula und Biķernieki erschossen.

## Erstbeschreibungen
- Daphniphyllum bengalense K.Rosenth., Pflanzenr. (Engler) Daphniphyllac. 11 (1919)
- Daphniphyllum celebense K.Rosenth., Pflanzenr. (Engler) Daphniphyllac. 5 (1919)
- Daphniphyllum chartaceum K.Rosenth., Pflanzenr. (Engler) Daphniphyllac. 11 (1919)
- Daphniphyllum gracile K.Rosenth., Pflanzenr. (Engler) Daphniphyllac. 14, non D. gracile Gage. (1919)
- Daphniphyllum latifolium K.Rosenth., Pflanzenr. (Engler) Daphniphyllac. 12 (1919)
- Daphniphyllum longiracemosum K.Rosenth., Pflanzenr. (Engler) Daphniphyllac. 14 (1919)
- Daphniphyllum nilgherrense K.Rosenth., Pflanzenr. (Engler) Daphniphyllac. 7 (1919)
- Daphniphyllum oldhamii K.Rosenth., Pflanzenr. (Engler) Daphniphyllac. 8 (1919)

## Veröffentlichungen
- Schlesische Friedrich-Wilhelms-Universität zu Breslau (Hrsg.): Monographie der Gattung Daphniphyllum: Allgemeiner Teil. R. Nischkowsky, Breslau 1916 (bibliotekacyfrowa.pl – Dissertation).